# 南池子大街
39°54′42″N 116°24′11″E / 39.9116698°N 116.4031292°E
南池子大街，是位于北京市东城区中部的一条大街。

## 简介
南池子大街南起东长安街，北至东华门大街与北池子大街衔接。南池子大街清朝属皇城之内。清朝乾隆时，称“南长街”；光绪时，称“东华门外南长街”，俗称“南池子”（见《京师坊巷志稿》）；宣统时，称“南池子”。中华民国成立后沿称“南池子”。1965年北京市整顿地名时，将表章库胡同、石头缝胡同、箭厂胡同、冯家胡同、南井胡同、羊圈胡同、民声胡同等胡同并入，改称“南池子大街”。文化大革命中，一度和北池子大街合并改称“葵花向阳路”。后来恢复原名，仍称“南池子大街”。

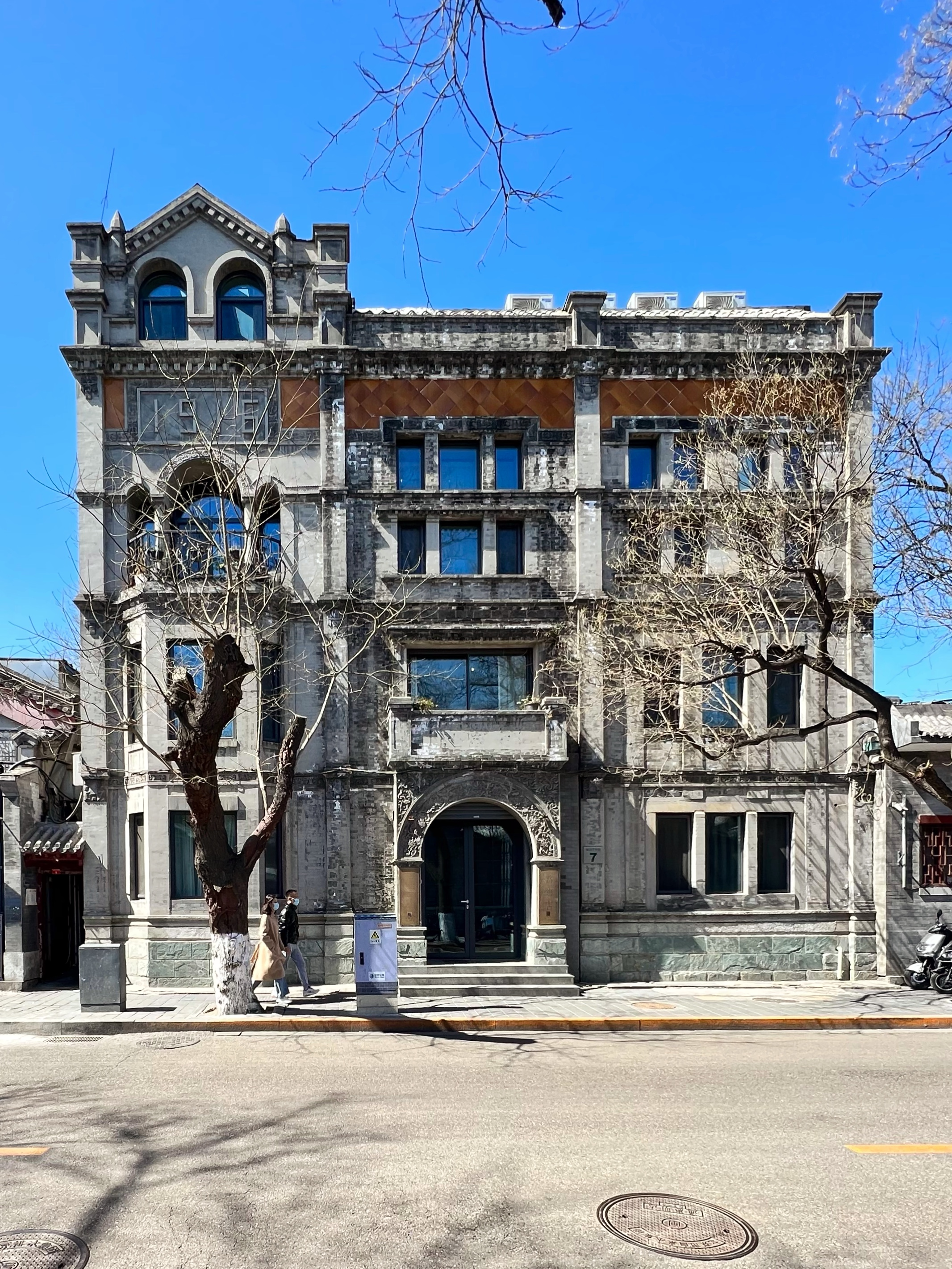
南池子大街7号建筑立面

南池子大街原本与东长安街之间有皇城墙相隔。民国初期（1912年），在天安门东侧的皇城墙上辟豁口以方便南北交通。1917年建成券门，形成了如今的样貌。
明清时期，此处属皇城禁地，皇亲贵族方有资格居住在此。1917年张勋复辟失败后，一把大火曾将此处一些房屋烧成废墟，城市底层平民在废墟上用碎砖头垒起住家，形成大杂院。唐山大地震后，南池子地区出现很多私搭乱建。
1987年，“南池子历史文化保护区”被列为北京市公布的第一批历史文化保护区。1998年，北京市人民政府进一步明确了南池子历史文化保护区的范围。2000年12月，中共北京市委、北京市人民政府提出将南池子作为北京市历史文化保护区修缮改建的首个试点工程。2001年5月31日，中共北京市委领导听取了南池子修缮改建方案，指出南池子是北京市历史文化保护区首片试点，要大胆尝试。2001年9月4日，北京市人民政府常务会议研究了《历史文化保护区危旧房修缮和改建若干规定（试行）的请示》，决定首先在南池子地区试点，由东城区人民政府负责实施，在取得成功经验的基础之上，再进行推广。
2002年6月，两张无落款单位的《北京市东城区南池子历史文化保护区（试点）修缮房屋和改建实施细则》张贴在南池子大街的墙上。该细则称，将拆除南池子240个院落中的231个，拆除后的核心区计划兴建2层的单元式小楼“四合楼”，用于居民回迁，其余土地拟兴建一批高档商品房。细则提出了回迁、异地安置、货币补偿这三种居民安置办法，并命令南池子的900多户居民须在一个月内全部迁出。拆迁受到居民强烈抵制，因为居民认为该细则与北京市人民政府“不搞大拆大建”的规划相悖，而且居民认为上述三种安置办法“都是死胡同”。截至2002年6月底，仅1/3的居民迁出，600多户居民拒绝迁走。实际上，这项已在南池子实施的“以拆促迁”的拆迁方案并未得到北京市规划部门批准。2002年6月下旬，北京市人民政府召开了南池子修改方案的论证会，论证会上有关方面提出的方案中，受保护的四合院已从原来的9个扩大至20个，但数量相对于南池子240个院落仍然极少。经过改建，南池子环普度寺建成了新型的48个“四合楼”院落，另外建成20多个“豪宅院”。
2003年8月8日，中华人民共和国国务院总理温家宝、副总理黄菊、曾培炎、国务委员华建敏一行，在中共北京市委书记刘淇和代市长王岐山的陪同下，考察了南池子修缮改建试点工程及普度寺文物保护情况。南池子修缮改建试点工程造成了极大的争议，此后这种修缮改建模式也未能进一步推广到北京市其他历史文化保护区。2003年11月，北京市规划局原局长、原总建筑师刘小石直言，这种模式绝不应该进行肯定并加以推广：

在6公顷多用地，原有建筑面积3万多平方米中，只保留了建筑面积共6000多平方米。其余的2.6万平方米均被拆除，约为原有建筑的80％。新建了居民回迁楼二层的居民楼78幢，共2.1万平方米。这样就把原有的传统住宅的大部分都拆除了。

如果这个试点得到肯定并加以推广，那北京的二十几片历史文化保护区的传统四合院大部分都可能被拆除了。这样必然要对于北京这座历史文化名城的核心地区的历史真实性造成严重的破坏。